# Musée de Malaga
Le musée de Malaga (en espagnol : Museo de Málaga) est un musée d'arts et d'archéologie situé à Malaga en Andalousie, en Espagne.

## Histoire
Il est créé en 1973 par la fusion musée Provincial des Beaux-Arts (Museo Provincial de Bellas Artes) et du musée archéologique provincial (Museo Arqueológico Provincial ).
Il y a un peu plus de 2 000 pièces de la collection « beaux-arts » et plus de 15 000 dans la collection « archéologie ».

## Exemples d'œuvres

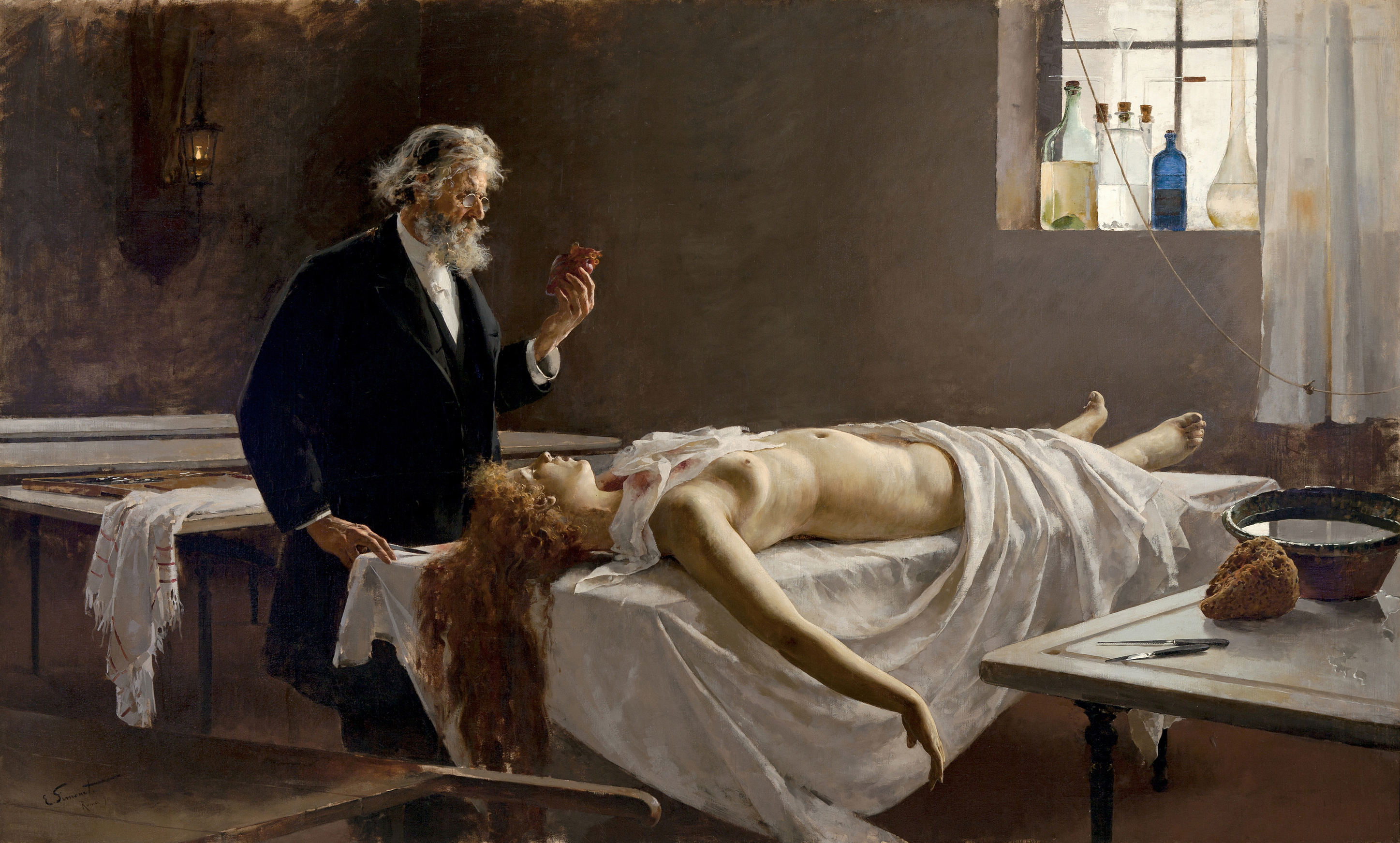
Anatomie du cœur d'Enrique Simonet (1890).
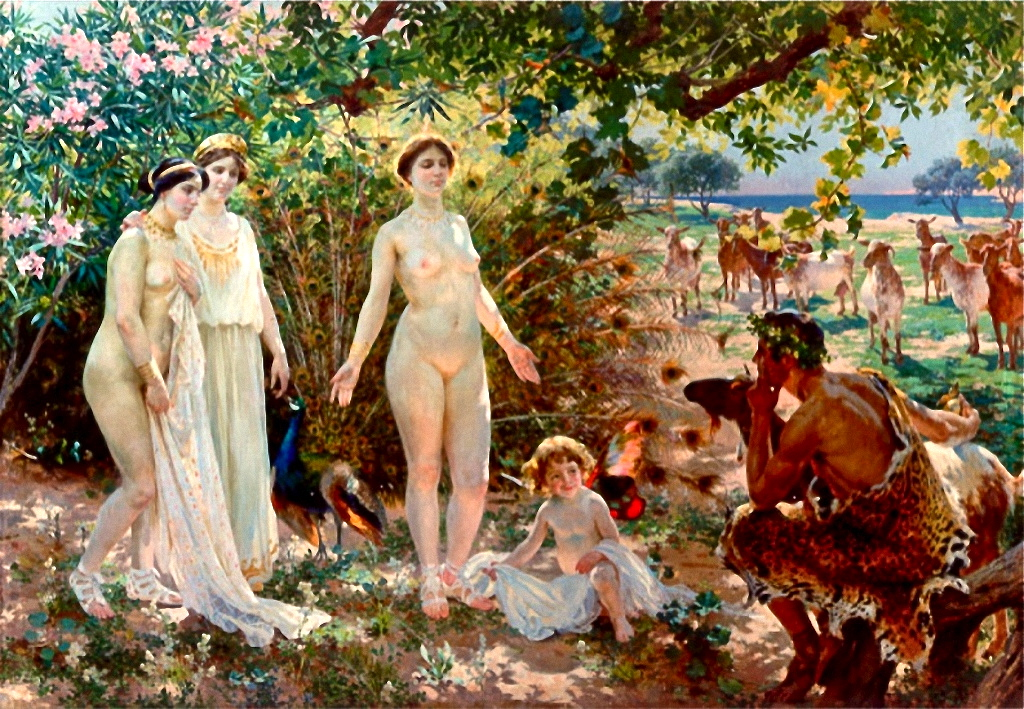
Le Jugement de Pâris, d'Enrique Simonet (1904).
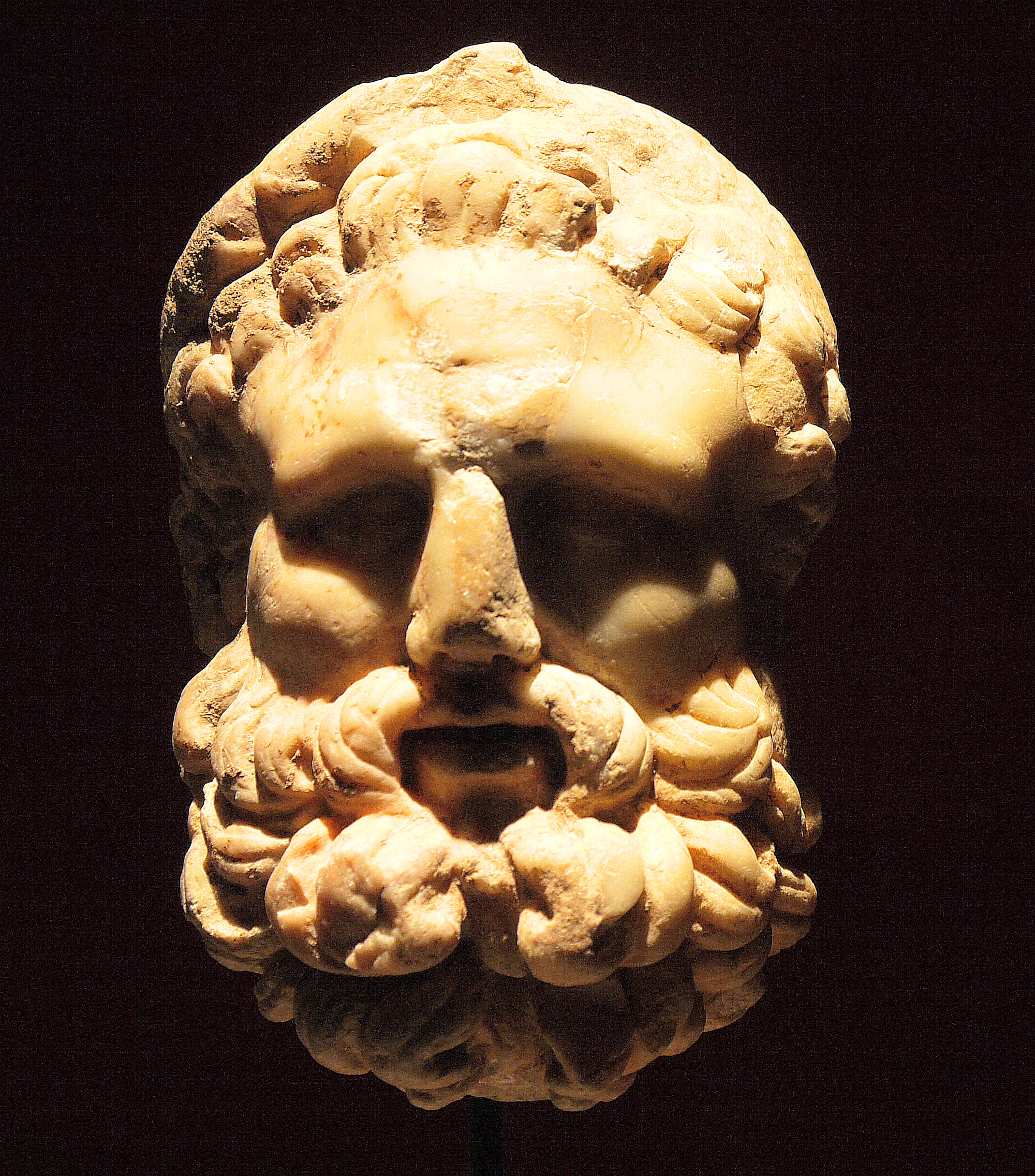
Masque d'Hercule.